# Orchestre symphonique de Shanghai
L'Orchestre symphonique de Shanghai (上海交响乐团 en chinois) est un des plus anciens orchestres symphoniques chinois, basé à Shanghai. Son directeur musical est Long Yu.

## Historique
Son origine remonte à 1879, où il était connu sous le nom de Shanghai Public Band. Il ne contenait alors aucun membre chinois. En 1919, Mario Paci en devient le directeur. L'orchestre s'agrandit, s'ouvre à la population chinoise et prend le nom de Shanghai Municipal Symphony Orchestra. Il prend ensuite successivement le nom de Shanghai Philharmonic Orchestra  lors de l'occupation japonaise, People’s Municipal Symphony Orchestra en 1949 avec l'instauration de la république populaire de Chine, puis People’s Symphony Orchestra of Shanghai. 
En 1951, Huang Yijun est le premier chinois à être la tête de l'orchestre, qui acquiert en 1953 son nom actuel. La composition de l'orchestre évolue, et l'orchestre ne compte finalement que des musiciens chinois,.
Après une période de faible activité lors de la révolution culturelle pendant laquelle Huang est remplacé par Cao Peng, l'orchestre se développe sous la direction de Chen Xieyang, qui reste à sa tête durant 25 années. En 2009, le directeur musical actuel, Long Yu, prend la direction de l'orchestre.